# Jonas Jacobsson
Jonas Jacobsson (Norrköping, 22 juni 1965) is een Zweedse schutter.
Jacobsson heeft deelgenomen aan acht opeenvolgende Paralympische Zomerspelen van  Arnhem 1980 tot en met Beijing 2008.
Jacobsson heeft in zijn sport een totaal van zestien gouden, twee zilveren en negen bronzen medailles gewonnen 
Jacobsson won in Beijing zijn 16e gouden medaille op de Paralympische Spelen en dat maakt hem de best presterende mannelijke deelnemer op de Paralympische Spelen tot dusver.

## Beste Uitslagen

### Paralympische Spelen
| Evenement                        | Resultaat | Onderdeel                                |
| -------------------------------- | --------- | ---------------------------------------- |
| Arnhem 1980                      | goud      | Luchtgeweer, staand Klasse 2-5           |
| Arnhem 1980                      | brons     | Luchtgeweer, 3 posities 2-5              |
| New York & Stoke Mandeville 1984 | goud      | Luchtgeweer, staand, team Klasse 2-6     |
| New York & Stoke Mandeville 1984 | zilver    | Luchtgeweer, staand, Klasse 2-6          |
| New York & Stoke Mandeville 1984 | brons     | Luchtgeweer, 3 posities, Klasse 2-6      |
| Seoel 1988                       | goud      | Luchtgeweer, liggend, team Klasse 2-6    |
| Seoel 1988                       | brons     | Luchtgeweer, staand, team Klasse 2-6     |
| Seoel 1988                       | brons     | Luchtgeweer, 3 posities, team Klasse 2-6 |
| Barcelona 1992                   | goud      | Luchtgeweer, staand, Klasse SH2          |
| Barcelona 1992                   | goud      | Olympische Wedstrijd Klasse SH2          |
| Barcelona 1992                   | brons     | Luchtgeweer, 3x40, Klasse SH2            |
| Atlanta 1996                     | goud      | Luchtgeweer, 3x40, Klasse SH1            |
| Atlanta 1996                     | goud      | Engelse Wedstrijd Klasse SH1             |
| Atlanta 1996                     | brons     | Luchtgeweer, liggend, Klasse SH1         |
| Sydney 2000                      | goud      | Luchtgeweer, 3x40, Klasse SH1            |
| Sydney 2000                      | goud      | Vrij geweer, liggend, Klasse SH1         |
| Sydney 2000                      | brons     | Luchtgeweer, liggend, Klasse SH1         |
| Sydney 2000                      | brons     | Luchtgeweer, staand, Klasse SH1          |
| Athene 2004                      | goud      | Luchtgeweer, staand, Klasse SH1          |
| Athene 2004                      | goud      | Luchtgeweer, 3x40, Klasse SH1            |
| Athene 2004                      | goud      | Luchtgeweer, liggend, Klasse SH1         |
| Athene 2004                      | goud      | Vrij geweer, liggend, Klasse SH1         |
| Beijing 2008                     | goud      | Luchtgeweer, staand, Klasse SH1          |
| Beijing 2008                     | goud      | Luchtgeweer, liggend, Klasse SH1         |
| Beijing 2008                     | goud      | Vrij geweer, liggend, Klasse SH1         |
| Londen 2012                      | goud      | R7-50m Geweer, 3 posities, Klasse SH1    |
| Londen 2012                      | zilver    | Luchtgeweer, staand, Klasse SH1          |